# خان أباد (تشناران)
خان‌ أباد (بالفارسية: خان‌آباد) هي قرية تقع في قسم بيزكي الريفي (مقاطعة تشناران) في إيران. يقدر عدد سكانها بـ 85 نسمة .